# Calotelea originalis
Calotelea originalis är en stekelart som beskrevs av Mikhail Vasilievich Kozlov och Kononova 1989. Calotelea originalis ingår i släktet Calotelea och familjen Scelionidae. Inga underarter finns listade.